# Karyorelictea
Karyorelictea es una clase de protistas del filo Ciliophora. Tienen forma vermiforme, pues son largos y aplanados, extremadamente contráctiles, excepto en Loxodida. Los miembros de este grupo se caracterizan por no poder replicar el macronúcleo, un proceso denominado amitosis, por lo que este debe ser resintetizado a partir del micronúcleo en cada división celular. La clase se divide en tres órdenes, definidos inicialmente morfológicamente, pero que han sido confirmados por análisis moleculares.